# Aeropuerto de Bonanza
Aeropuerto de Bonanza (IATA: BZA, ICAO: MNBZ), är en liten flygplats i kommunen Bonanza, Nicaragua, i den autonoma regionen Costa Caribe Norte. Den asfalterade landningsbanan är 1 325 meter lång. Flygplatsen har ingen reguljär trafik.